# Ten Thousand Fists
Albums de Disturbed
Music as a Weapon II
(2004) Indestructible
(2008)
Ten Thousand Fists est le 3e album enregistré en studio du groupe Disturbed. Il a été mis en vente le 20 septembre 2005. L'album a été certifié 2 fois disque de Platine au cours du mois de juin 2007. 

## Liste des pistes
1. Ten Thousand Fists - 3:33
2. Just Stop (en) - 3:46
3. Guarded - 3:22
4. Deify - 4:18
5. Stricken - 4:07
6. I'm Alive - 4:42
7. Sons of Plunder - 3:50
8. Overburdened - 5:59
9. Decadence - 3:27
10. Forgiven - 4:15
11. Land Of Confusion - 4:50
12. Sacred Lie - 3:08
13. Pain Redefined - 4:09
14. Avarice - 2:56
15. Monster (Bonus Track) - 4:03
16. Hell (Bonus Track) - 4:14

## Chansons bonus sur l'édition European Tour
1. "Monster" - 4:04
2. "Two Worlds" - 3:32

## Singles
- "Guarded"
- "Stricken"
- "Just Stop"
- "Land of Confusion"
- "Ten Thousand Fists"

Land of confusion est un titre popularisé par le groupe Genesis et repris par Disturbed. 

## Certifications
| Pays                    | Certification |
| ----------------------- | ------------- |
| Australie (ARIA)        | Platine       |
| Canada (Music Canada)   | 2 × Platine   |
| États-Unis (RIAA)       | 2 × Platine   |
| Nouvelle-Zélande (RMNZ) | Or            |
| Royaume-Uni (BPI)       | Or            |